# Joannes Baptist Matthijs Gijsen
Joannes Baptist Matthijs Gijsen (Oeffelt, 7 ottobre 1932 – Sittard, 24 giugno 2013) è stato un vescovo cattolico olandese.

## Biografia
Monsignor Joannes Baptist Matthijs Gijsen nacque a Oeffelt, nel Brabante Settentrionale, il 7 ottobre 1932. Suo padre era di Stramproy, nel Limburgo, e lavorava lì come funzionario ferroviario. Gijsen trascorse la sua giovinezza a Sittard.

### Formazione e ministero sacerdotale
Studiò al ginnasio e al seminario maggiore della diocesi di Roermond.
Il 6 aprile 1957 fu ordinato presbitero per la diocesi di Roermond da monsignor Jozef Hubert Willem Lemmens. In seguito fu cappellano a Valkenburg fino al 1959 e poi insegnante nel seminario minore dell'abbazia di Rolduc a Kerkrade. Proseguì gli studi di teologia e di storia della Chiesa all'Università di Bonn e all'Università di Münster. Oltre che al seminario minore insegnò anche al seminario maggiore di Roermond dal 1963 al 1966 e all'Accademia di architettura a Maastricht dal 1964. Nel 1964 conseguì il dottorato in storia della Chiesa. In una conferenza pubblica nel 1971 intitolata "Il prete e la crisi nella Chiesa" criticò la politica della Chiesa cattolica nei Paesi Bassi e il consiglio pastorale della provincia ecclesiastica olandese. Fino al 1972 fu cappellano del convento delle suore di Santa Elisabetta di Nunhem.

### Ministero episcopale
Il 20 gennaio 1972 papa Paolo VI lo nominò vescovo di Roermond, una mossa abbastanza controversa, poiché il nuovo vescovo era noto per le sue idee conservatrici. La sua nomina venne vista come un'imposizione di Roma. Ricevette l'ordinazione episcopale il 13 febbraio successivo nella basilica di San Pietro in Vaticano dallo stesso pontefice, coconsacranti l'arcivescovo metropolita di Utrecht Bernard Jan Alfrink e quello di Armagh William John Conway. Il cardinale Alfrink avrebbe però preferito che la consacrazione si svolgesse a Roermond, come primo passo verso la riconciliazione. Prese possesso della diocesi il 4 marzo 1972.
Come nuovo vescovo, monsignor Gijsen cominciò a lavorare immediatamente. I piani già fatti per portare la diocesi limburghese in linea con le costituzioni e i decreti del Concilio Vaticano II furono eseguiti. Progettò un nuovo regolamento per le scuole cattoliche. Anche il protocollo fu rafforzato e monsignor Gijsen sviluppò il proprio stile di politica, definito dai suoi sostenitori come elegante, moderno e professionale, adatto alla Chiesa post-conciliare. In un tempo relativamente breve, monsignor Gijsen riuscì a costruire un notevole grado di popolarità tra la parte conservatrice dei credenti del Limburgo. Rimase tuttavia avverso ai cattolici più modernisti. La sua nomina a vescovo venne infatti considerata come una misura di papa Paolo VI per portare la turbolenta provincia ecclesiastica olandese più in linea con la Chiesa centrale. Proprio come la nomina avvenuta nel 1970 di Adrianus Simonis come vescovo di Rotterdam, la sua nomina provocò anche un'intensa protesta, in particolare del clero e dei laici progressisti. Monsignor Gijsen sostenne apertamente il Partito cattolico romano dei Paesi Bassi che esistete fino agli anni '80.
Nel 1974 fondò il seminario dell'abbazia di Rolduc. Fino ad allora, Rolduc era un seminario minore. Sette anni prima, i vescovi e i sacerdoti olandesi avevano riunito la cinquantina di seminari in cinque scuole di teologia. I nuovi sacerdoti tuttavia, apparivano poco formati soprattutto dal punto di vista spirituale e comunitario. Il nuovo seminario tra la sua costituzione e il 2004, in trent'anni, formò 180 sacerdoti. Diversi di loro divennero in seguito vescovi.
Nella cittadina di Stein sorse un conflitto tra monsignor Gijsen e un gruppo di cattolici tradizionalisti gravitante attorno alla famiglia Meuleberg e alla mistica e veggente Bertha Meuleberg che volevano realizzare una nuova cappella. Monsignor Gijsen non volle benedire questo edificio perché ritenne che questo avrebbe potuto essere interpretato come una conferma ecclesiastica della guarigione della veggente, della croce sanguinante e delle stigmate. Nel 1976 proibì quindi ai fedeli di prendere parte ai servizi di culto e alla consacrazione da parte di monsignor Marcel Lefebvre della cappella della Santa Sofferenza di Cristo dove officiava per qualche tempo la Fraternità sacerdotale San Pio X. I credenti si considerarono quindi separati dalla diocesi di Roermond. Uno scisma prolungato con un numero significativo di cattolici conservatori persistette durante l'episcopato di monsignor Gijsen. Con grande interesse da parte della stampa locale Lefebvre officiò le cresime per diversi anni nella nuova cappella di Stein, che nel 2021 non è più menzionata nella lista dei centri officiati dalla sua Fraternità, dei quali il più vicino è a Kerkrade, a 25 km di distanza.
Sabato rosa divenne un nome familiare nella scena gay olandese. Il 14 aprile 1979, Sabato Santo, si tenne una prima marcia di protesta a Roermond contro il vescovo Gijsen. A far scoppiare le polemiche fu un colloquio tra il vescovo e la rivista Elsevier del gennaio 1979. In essa monsignor Gijsen rese delle feroci dichiarazioni contro le persone omosessuali. Migliaia di persone, gay e oppositori di monsignor Gijsen, marciarono attraverso il centro cittadino fino a raggiungere il palazzo episcopale. Lì furono raccolte 8000 firme. Da allora, il nome sabato rosa apparve ovunque nei Paesi Bassi.
Il 23 gennaio 1993 papa Giovanni Paolo II accettò la sua rinuncia al governo pastorale della diocesi per motivi di salute. Poche settimane prima infatti il suo medico lo aveva avvertito che rischiava un collasso. Si ritirò in un monastero a Walpersdorf, in Austria. Secondo il Katholiek Nieuwsblad un altro motivo per le sue dimissioni andava ricercato nell'accusa di relazione omosessuale tra il vice-rettore del suo seminario con un seminarista. Secondo alcuni monsignor Gijsen comunque non perse il sostegno della Santa Sede. Egli negò comunque l'esistenza della relazione. Il 3 aprile successivo papa Giovanni Paolo II lo nominò vescovo titolare di Maastricht. In seguito divenne rettore di un monastero gemello di quello di Walpersdorf.
Il 12 ottobre 1995 papa Giovanni Paolo II lo nominò amministratore apostolico della diocesi di Reykjavík, sede vacante dopo la morte di monsignor Alfred James Jolson. Il 25 maggio 1996 lo stesso pontefice lo nominò vescovo della medesima sede. La diocesi di Reykjavík si estende su tutta l'Islanda e all'epoca contava circa 9000 battezzati - il 3 % della popolazione - e undici sacerdoti. La sua cattedrale è la chiesa di Cristo Re a Reykjavík, risalente al 1929. Fu il secondo vescovo di questa sede originario del Limburgo, dopo monsignor Hendrik Hubert Frehen (1917-1986).
Il 30 ottobre 2007 papa Benedetto XVI accettò la sua rinuncia al governo pastorale della diocesi per raggiunti limiti di età. Gli succedette lo svizzero Pierre Bürcher. Monsignor Gijsen tornò in patria e trascorse gli ultimi anni a Sittard, presso una delle sue sorelle, esercitando il ministero di cappellano nel monastero delle carmelitane di Kollenberg.
Nel mese novembre del 2012 la commissione d'inchiesta islandese sugli abusi sessuali nella Chiesa cattolica, guidata da Hjørdis Hákonardóttir, affermò che monsignor Gijsen era noto per l'aver distrutto una lettera riportante accuse di abusi sessuali. Il vescovo rispose scrivendo che la lettera era solo una presunzione e che aveva deciso di distruggere la missiva dopo essersi confrontato con l'autore.
Nel 2010 è stata diffusa la notizia che monsignor Gijsen negli anni '50 avrebbe abusato di due ragazzi. La Chiesa olandese ha riconosciuto la sua colpevolezza nel 2014, dopo la sua morte. Nel 2018, invece, il tribunale civile di Arnhem giudicò che la procedura seguita dalla commissione non fu sufficientemente adeguata, soprattutto perché lesiva del diritto di difesa dell'accusato. La sentenza e la lettura oggettiva degli atti della commissione lasciano forti dubbi sull'eventuale colpevolezza.
Da tempo malato di tumore, morì a Sittard il 24 giugno 2013 all'età di 80 anni. Le esequie si tennero il 29 giugno nella cattedrale di Roermond. È sepolto nel cimitero del monastero delle carmelitane di Kollenberg, nel comune di Sittard.

## Opere
- Nikolaus Heyendal, 1658–1733, Abt von Rolduc, und seine Stellung zum Jansenismus (1964; diss.)
- Joannes Augustinus Paredis, 1795–1886, bisschop van Roermond en het Limburg van zijn tijd (1968)
- Skizze der Geschichte des Katholizismus in Holland, in: Exempel Holland (1972)
- Bereidt de weg des Heren (1978)
- Zekerheid en vrede, katholiek geloofsboek (1978)
- In Gods naam: spiritualiteit en levenservaring van de priester (1983)
- Jezus volgen
- Omgaan met het leven (1985)
- Katholiek onderwijs, illusie of toekomstperspectief (1989)

## Genealogia episcopale e successione apostolica
La genealogia episcopale è:
- Cardinale Scipione Rebiba
- Cardinale Giulio Antonio Santori
- Cardinale Girolamo Bernerio, O.P.
- Arcivescovo Galeazzo Sanvitale
- Cardinale Ludovico Ludovisi
- Cardinale Luigi Caetani
- Cardinale Ulderico Carpegna
- Cardinale Paluzzo Paluzzi Altieri degli Albertoni
- Papa Benedetto XIII
- Papa Benedetto XIV
- Papa Clemente XIII
- Cardinale Marcantonio Colonna
- Cardinale Giacinto Sigismondo Gerdil, B.
- Cardinale Giulio Maria della Somaglia
- Cardinale Carlo Odescalchi, S.I.
- Cardinale Costantino Patrizi Naro
- Cardinale Lucido Maria Parocchi
- Papa Pio X
- Papa Benedetto XV
- Papa Pio XII
- Cardinale Eugène Tisserant
- Papa Paolo VI
- Vescovo Joannes Baptist Matthijs Gijsen

La successione apostolica è:
- Vescovo Alphonsus Maria Henricus Antonius Castermans (1982)
- Vescovo Joannes Gerardus ter Schure, S.D.B. (1984)